# Harold Davis (Fußballspieler)
Harold Davis (* 10. Mai 1933 in Cupar; † 26. Juni 2018) war ein schottischer Fußballspieler und -trainer.

## Spielerkarriere

### Vereine
Davis begann beim Newburgh Juniors FC mit dem Fußballspielen, bevor er vom FC East Fife verpflichtet wurde und diesen ab 1950 in der Scottish Football League Division One unter Trainer Scot Symon angehörte. Die Begeisterung für den National Service im Jahr 1951 sollte sich als eine fünf Jahre währende Zäsur in seiner sportlichen Laufbahn erweisen. (> Bemerkenswertes!)
Zur Saison 1956/57 von den Glasgow Rangers verpflichtet, spielte er für diese acht Jahre lang in der höchsten Spielklasse im schottischen Fußball. Während seiner Vereinszugehörigkeit gewann er viermal die Meisterschaft, zweimal den Ligapokal und einmal den nationalen Vereinspokal. Im Wettbewerb um den Europapokal der Landesmeister debütierte er am 28. November 1956 bei der 1:3-Niederlage im Entscheidungsspiel gegen den OGC Nizza, nachdem jede Mannschaft ihr Heimspiel mit 2:1 gewonnen hatte. 1957/58 bestritt er ein, 1959/60 acht und 1961/62 sechs Spiele. Im Wettbewerb um den Europapokal der Pokalsieger bestritt er bei zwei Teilnahmen zwölf Spiele, in denen er zwei Tore erzielte. Bei der Premiere des Wettbewerbs 1960/61, trug er mit sechs Spielen und zwei Toren zum Erreichen des Finales bei. Das in Hin- und Rückspiel ausgetragene Finale gegen den AC Florenz wurde mit 0:2 im Ibrox Park und mit 1:2 im Stadio Comunale verloren. Seine Spielerkarriere ließ er in der Saison 1964/65 beim Erstligisten Partick Thistle ausklingen.

### Erfolge
- Finalist Europapokal der Pokalsieger 1961
- Schottischer Meister 1957, 1959, 1961, 1963
- Schottischer Pokal-Sieger 1962
- Schottischer Liga-Pokal-Sieger 1961, 1962

## Trainerkarriere
Unmittelbar nach dem Ende seiner Spielerkarriere strebte er die Trainerkarriere an. Von 1965 bis 1967 führte er den Zweitligisten FC Queen’s Park von Platz 13 über Platz 7 auf Platz 4. Nach zwei Jahren ohne Trainertätigkeit – 1968 kehrte er in den Ibrox Park zurück und verstärkte das Trainerteam um David White – übernahm er das Traineramt des Zweitligisten Queen of the South, das er eine Saison lang ausfüllte. Für eine kurze Zeit kam er mit David White beim FC Dundee zusammen, dem er bei seiner Trainertätigkeit assistierte, bevor er sich mit seiner Frau Vi und seinem Sohn 1975 in den Norden in die Highlands begab und vom Fußball Abstand nahm.

## Bemerkenswertes
Davis war begeistert von seiner Zeit des Nationaldienstes, die 1951 begann, als er sich für die in Perth ansässige Black Watch (Royal Highland Regiment) anmeldete und sich für den Koreakrieg meldete, obwohl er die Möglichkeit hatte, zu Hause zu bleiben. Schussverletzungen, die er während des Stellungskrieges im Mai 1953 erlitten hatte, erforderten den sofortigen Abtransport in ein japanisches Krankenhaus, in dem er etwa zehn Tage bewusstlos verbrachte, bevor er sich – nach London gelangt – einer Bauchoperation unterziehen musste und sich ein Jahr lang davon erholte. Seine Entschlossenheit, seine Fitness während seiner Rehabilitationszeit im Bridge-of-Earn-Hospital in Perthshire zurückzuerlangen, blieb nicht unbemerkt. Sein Physiotherapeut David Kinnear, ein ehemaliger Rangers-Stürmer (1937/38), empfahl ihn Scot Symon, seinerzeit Trainer der Rangers.